# Crotalaria alticola
Crotalaria alticola är en ärtväxtart som beskrevs av Roger Marcus Polhill. Crotalaria alticola ingår i släktet sunnhampor, och familjen ärtväxter. Inga underarter finns listade i Catalogue of Life.